# Norbornán
| Norbornán |                                         |
| \| \| \| |                                         |
| IUPAC-név | biciklo[2.2.1]heptán                    |
| Kémiai azonosítók                                                                                               |                                         |
| CAS-szám | 279-23-2                                |
| PubChem | 9233                                    |
| ChemSpider | 8878                                    |
| EINECS-szám | 205-996-2                               |
| ChEBI | 71546                                   |
| SMILES | C1CC2CCC1C2                             |
| InChI | 1S/C7H12/c1-2-7-4-3-6(1)5-7/h6-7H,1-5H2 |
| InChIKey | UMRZSTCPUPJPOJ-UHFFFAOYSA-N             |
| Beilstein | 1900379                                 |
| UNII | PAF9G8MY72                              |
| Kémiai és fizikai tulajdonságok                                                                                 |                                         |
| Kémiai képlet                                                                                                   | C7H12                                   |
| Moláris tömeg                                                                                                   | 96,17 g·mol−1                           |
| Olvadáspont | 85-88 °C                                |
| Veszélyek |                                         |
| EU osztályozás                                                                                                  | nincsenek veszélyességi szimbólumok     |
| R mondatok | nincs                                   |
| S mondatok | nincs                                   |
| Ha másként nem jelöljük, az adatok az anyag standardállapotára (100 kPa) és 25 °C-os hőmérsékletre vonatkoznak. |                                         |
| |                                         |

A norbornán (más néven biciklo[2.2.1]heptán) kristályos szerves vegyület, telített szénhidrogén. Képlete C7H12. Az áthidalt biciklusos vegyületek közé tartozik, a molekula szénváza egy ciklohexángyűrű, melynek 1,4 pozíciójában metilénhíd található. A norbornán a rokon vegyület norbornén és norbornadién hidrogénezésével állítható elő. A norbornil kation (C7H11+) nagy tudományos jelentőséggel rendelkezik a nem klasszikus karbokationok létezésének felismerésében.
A norbornán neve a kámfor (bornanon) szénvázát alkotó bornánéból származik. Ennek a vegyületnek három metilcsoportja van, egy a hídfőatomhoz, míg a másik két metilcsoport a hidat alkotó szénatomhoz kapcsolódik. A nor előtag arra utal, hogy a bornánról eltávolították a metilcsoportokat.

## Fordítás
- Ez a szócikk részben vagy egészben a Norbornane című angol Wikipédia-szócikk ezen változatának fordításán alapul.  Az eredeti cikk szerkesztőit annak laptörténete sorolja fel. Ez a jelzés csupán a megfogalmazás eredetét és a szerzői jogokat jelzi, nem szolgál a cikkben szereplő információk forrásmegjelöléseként.